# Li Shilong
Li Shilong (chiń. upr. 李师龙; chiń. trad. 李師龍; pinyin Lǐ Shīlóng; ur. 10 sierpnia 1977) – chiński szachista, arcymistrz od 2002 roku.

## Kariera szachowa
W 1997 reprezentował Chiny na rozegranych w Żaganiu mistrzostwach świata juniorów do 20 lat, dzieląc 11-16. miejsce. W 2001 zajął II m. w Agneaux (za Yu Shaotengiem) oraz Pekinie (za Zhang Pengxiangiem). W 2002 podzielił III-IV m. (za Bu Xiangzhim i Zhang Pengxiangiem, wspólnie z Zhao Junem) w finale mistrzostw Chin w Qinhuangdao. W 2005 odniósł największy sukces w karierze zdobywając Hajdarabadzie srebrny medal indywidualnych mistrzostw Azji. Dzięki temu sukcesowi, w tym samym roku wystąpił w turnieju o Puchar Świata, w I rundzie przegrywając z Francisco Vallejo Ponsem. W 2008 zwyciężył w otwartym turnieju w Manili.
Najwyższy ranking w dotychczasowej karierze osiągnął 1 listopada 2012, z wynikiem 2561 punktów zajmował wówczas 10. miejsce wśród chińskich szachistów.